# Domus di Giove e Ganimede

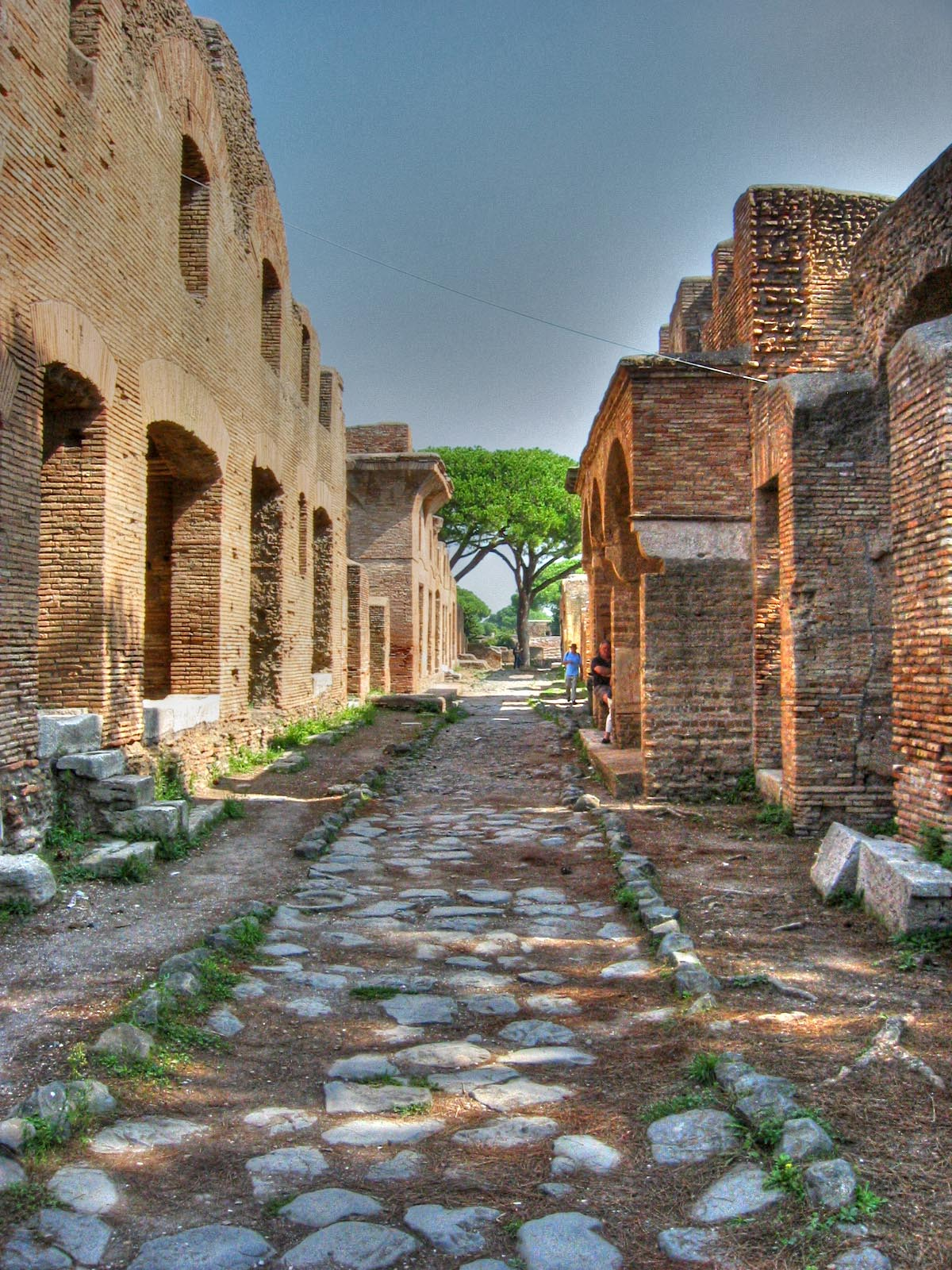
Die Domus di Giove e Ganimede, Fassade (links)

Domus di Giove e Ganimede (Haus des Jupiter und Ganymed) (moderne Nummerierung: I,IV,2) ist der moderne Name eines großen Stadthauses in Ostia, das zusammen mit anderen Häusern (siehe: Casa dei Dipinti) eine Insula bildete. Der ganze Block wurde zunächst 1878 von Rodolfo Lanciani und dann nochmals kurz nach dem Ersten Weltkrieg von Guido Calza ergraben.
Das Haus wurde in hadrianischer Zeit errichtet. Der Haupteingang lag im Westen, wo die Räume im Inneren um einen L-förmigen Korridor arrangiert waren. An der Rückseite befand sich ein offener Hof, der auch Zugang zum Garten gewährte, der den Mittelteil des ganzen Häuserblocks darstellte. Das Haus wurde um 180 n. Chr. stark umgebaut, einige Türen wurden vermauert, und es wurde vor allem reich mit Wandmalereien ausgestattet. Die Malereien können aufgrund eines Graffitos mit Sicherheit vor 192 datiert werden (der von Commodus eingeführte und nach ihm nicht mehr benutzte Monat Commodus wird genannt) und bilden einen guten chronologischen Fixpunkt für nachpompejanische Wandmalerei. Im größten Raum des Hauses findet sich eine Wandmalerei, deren Mittelbild Jupiter und Ganymed zeigt und dem Haus seinen Namen gab. Die Haupträume zeigen schwarz-weiße Mosaiken, die von der ersten Ausstattungsphase des Hauses unter Hadrian stammen. Das Haus wurde bis ins 4. Jahrhundert noch mehrmals umgebaut. Es ist Teil eines größeren Komplexes, zu dem auch die Casa dei Dipinti und die Domus dei bacco Fanciulo gehören. Das Haus hatte vielleicht fünf Stockwerke. Drei Stockwerke sind mit Sicherheilt bezeugt. Einige Räume haben Gewölbe als Decken, was eher ungewöhnlich im Wohnbau ist; dies mag darauf hindeuten, dass diese eine angemessene Basis für die schweren Obergeschosse bilden.
Die ursprünglichen Besitzer waren sicherlich wohlhabende Bürger von Ostia, die sich solch ein großes Haus in der Stadtmitte leisten konnten, später scheinen zumindest einige Räume als Bordell benutzt worden zu sein.